# HD 26739
HD 26739，又名BD-01 600，SAO 131041、HR 1312，是一颗恒星，视星等为6.44，位于銀經193.54，銀緯-35.07，其B1900.0坐标为赤經4h 8m 33.4s，赤緯-1° -35.07′ 16″。